# 多变杜鹃
多变杜鹃（学名：Rhododendron selense）为杜鹃花科杜鹃花属下的一个种。生长在海拔2800~4000米的高山冷杉林下和杜鹃灌丛中。分布于四川西南部、云南西北部和西藏东部。模式标本采自云南贡山夕拉。